# یواس‌ان‌اس توین فالز (تی-ای‌جی‌ام-۱۱)
یواس‌ان‌اس توین فالز (تی-ای‌جی‌ام-۱۱) (به انگلیسی: USNS Twin Falls (T-AGM-11)) یک کشتی است که طول آن ۴۵۵ فوت (۱۳۹ متر) می‌باشد. این کشتی در سال ۱۹۴۵ ساخته شد.